# Payout ratio
De payout ratio geeft aan welk deel van de nettowinst wordt uitgekeerd aan de aandeelhouders. De hoogte van de payout ratio wordt mede beïnvloed door het dividendbeleid dat de onderneming nastreeft.
{\displaystyle Payout~ratio~=~({\frac {netto~winst~na~belasting~-~reserveringen}{netto~winst~na~belasting}})*100\%}
Een andere weergave van de pay out ratio die gehanteerd wordt als deze slechts betrekking heeft op het uit te keren dividend.
{\displaystyle Payout~ratio~=~({\frac {dividend}{netto~winst~na~belasting}})*100\%}
De payout ratio per aandeel is een variatie op de berekening van het dividendrendement. De berekening van het dividendrendement wordt gedeeltelijk bepaald door de beurskoers van een aandeel. Om deze speculatieve factor te elimineren wordt de pay out ratio gehanteerd.
{\displaystyle Payout~ratio~per~aandeel~=~({\frac {dividend~per~aandeel}{netto~winst~per~aandeel}})*100\%}
Er is een verband tussen de hoogte van de payout ratio en de levensfase van een onderneming. Bedrijven met weinig groeimogelijkheden, kennen doorgaans een hoge payout ratio. In plaats van schulden af te lossen of de kaspositie sterk op te laten lopen, kiest men doorgaans voor een hoge dividenduitkering uit de winst. Snelgroeiende bedrijven hanteren doorgaans een lage payout ratio. De ingehouden winst wordt gebruikt om te investeren in nieuwe producten, productiecapaciteit of om nieuwe markten te openen.